# ブラスターマスター ゼロ
『ブラスターマスター ゼロ』（Blaster Master Zero）は、インティ・クリエイツから2017年3月3日に発売されたニンテンドー3DS・Nintendo Switch・PlayStation 4・PC(Steam)、Xbox One、Xbox Series X/S用ダウンロードソフト。2019年3月21日には続編、『ブラスターマスター ゼロ 2』が配信された。

## 概要
1988年6月17日にサン電子から発売されたファミリーコンピュータ用アクションゲーム『超惑星戦記 メタファイト』のリブート作品。シリーズのライセンスを得たインティ・クリエイツが開発・発売を行う。「リメイク」と紹介されることも多いが開発側としては「リメイクを作っているつもりはなく、『メタファイト』に連なる『超惑星戦記』シリーズという大きな流れのひとつであり、過去作品を整理してなるべく橋渡しするためのリブートである」という考えで作られている。
原作は、海外では『Blaster Master』(ブラスターマスター）シリーズとして続編が制作され、日本でもPlayStation用ソフト『ブラスターマスター』（洋題：『Blaster Master: Blasting Again』）が発売されていた。そのため本作は、初代をベースにしている点を強調するためにタイトルに「ゼロ」が付いている。
原作の『超惑星戦記 メタファイト』と『Blaster Master』は世界観が異なっており、本作のストーリーは『Blaster Master』をベースとしつつ、『超惑星戦記 メタファイト』や海外で発売された小説版の要素を組み合わせ、新たに再構築した物語となっている。
ゲーム画面や音源はファミコン時代の8bit機をモチーフとした作りとなっている。ゲーム面では、初代のシステムに武器の追加やダンジョンの個性付けなど仕様の変更が施され、爽快感を保ちつつ快適に遊べるようにリメイクされている。これら新システムは開発者側が「（オリジナルに）あったら良い」と思っていた機能を追加している。また、セーブ、マッピング、パートナーの支援、斜め撃ち、車両でのボス戦、ボスの体力表示、ストーリー演出など、シリーズ後発作で実装されていた要素も多数取り入れられている。
本作はマルチエンディング方式になっている。ステージは『超惑星戦記 メタファイト』『Blaster Master』を踏襲した全8エリア構成に加え、トゥルーエンディングの条件を満たしてラストボスを倒すと、真のラストボスが待ち受けるエリア9に突入する。
2017年3月1日に、Nintendo Switchのローンチソフトとして2017年3月3日に3DS版と同日に配信される事が発表された。
発売後に配信されたDLCで、自社タイトルの『蒼き雷霆 ガンヴォルト』『ぎゃる☆がん』や、インティ・クリエイツが制作に関わった『シャンティ』『ショベルナイト』の主要キャラクターがEXキャラクターとして操作可能。
2021年7月29日には本作から続く物語の完結編となる『ブラスターマスター ゼロ 3』が発売。同時に『ゼロ』三部作を収録し、過去に配信されたDLCとキャラクターボイスを追加した『ブラスターマスター ゼロ トリロジー メタファイトクロニクル』も発売された。

## あらすじ
戦争や環境破壊の影響で到来した氷河期から数百年後の地球。地下での移住避難生活を強いられていた人類は、氷河期後に元の緑ある地球に復元する計画を立案。
その間、謎の彗星が飛来するという事態に見舞われるが、その後徐々に復興しつつあった。
ロボット分野の天才児であるジェイソン・フラドニックは、どの資料にもない謎の生物を発見した。興味を抱いたジェイソンはその生物をフレッドと名付けるも、調査を始める直前で逃げられてしまう。
突然発生した謎の穴へ潜り込んで行ったフレッドを追っているうちに、ジェイソンはかつて人類が氷河期に移住していた地下都市にたどり着き、ソフィア-IIIという刻印が施された1台の車を見つけた。
ソフィア-IIIは彼を促すようにコックピットを開けてジェイソンを迎え入れ、ジェイソンはフレッドを連れ戻すための冒険を開始した。

## 登場人物
殆どのキャラクターは『Blaster Master』及び『超惑星戦記 メタファイト』からの登場だが、いずれも設定・デザインはリニューアルされている。
声の部分は『ブラスターマスター ゼロ トリロジー メタファイト クロニクル』での担当声優。
ジェイソン・フラドニック
声 - 小野賢章
本作の主人公。
ロボット工学で名を馳せる天才児で、冷静である一方、好奇心が強い。
『Blaster Master』や『ブラスターマスター』では茶髪で描かれていたが、今作では黒髪になっている。
初期案では『メタファイト』をシナリオのベースとする予定だったため、元々はケインとしてデザインされていた。また、オープニングデモで着ているTシャツに描かれているのは『いっき』のタイトル画面であり、その前のフレッドを発見するシーンで着ている探検服は『アトランチスの謎』のウィンと同じものである。
イヴ
声 - 宮崎珠子
本作のヒロインで、地底世界でジェイソンが出会った少女。
記憶喪失ながらも、ソフィア-IIIの整備士としてジェイソンに同行する。
正体は人間ではなくガイノイドであり、ソフィア-IIIの緊急時の整備、調整を担当する「サポートロイド」。ストーリーを進めると記憶を取り戻すと共に、その素性と使命が明らかになっていく。
元は小説版のキャラクターであり、『Blaster Master』のゲーム本編では未登場だが、『ブラスターマスター』では設定が逆輸入されて登場していた。原作では異星人という設定である。
当初はジェニファーとしてのデザインが検討されていたが、シナリオのベースが『Blaster Master』に変更された事に伴って新たに描き起こされた。決定稿にはジェニファーと『わくわく7』の牧原アリーナのイメージが反映されている。
フレッド
ジェイソンが出会った未知の生物で、カエルのような姿をしている。
正体はソフィア-IIIの自律型探査機「サポートアニマル」。ミュータントの居場所の探知や情報収集を目的として造られた。
ある程度の防水性はあるものの機械には変わりないため、（水自体は好きだが）泳ぐことはできない。
『Blaster Master』では放射能で巨大化したジェイソンのペットであり、ジェイソンの冒険の引き金になる点は同じだが本作と違って元々はただのカエルであった。
ケイン・ガードナー
ジェニファー・ガードナー
声 - 日野聡（ケイン）、山本希望（ジェニファー）
『超惑星戦記 メタファイト』の主人公とヒロイン。今作では名前のみの登場。
終盤、ある形でジェイソンに協力する。
ジェニファーは原作では「ジェニファー・コルネット」だが、本シリーズではケインと結婚しているため、姓が変わっている（委細は『ゼロ 3』で語られる）。
コア・ミュータント
終盤、イヴが存在に気付く真の敵。
機械に寄生するミュータントであり、イヴごとソフィア-IIIを乗っ取ってしまう。

## メタル・アタッカー
ソフィア-III
システムボイス - 山本希望
正式名称は「SOPHIAIII NORA MA-01」。
ジェイソンが地底世界で見つけた車両で、通常は自動で稼働するものの、キーライフルを差し込まれると操縦権限を搭乗者に移行する。
その正体は惑星ソフィアで開発された「メタル・アタッカー」（MA）の一機である超惑星間万能戦闘車両。
ストーリー進行に応じて様々なオプション、兵装が追加（復活）される。また、『ブラスターマスター』ではエンディングで撃つのみだった最強兵器「アクセルブラスト」は後半から任意で使用可能。
『Blaster Master』シリーズでは主にジェイソンの愛機「ソフィア・ザ・サード」（S.O.P.H.I.A.）として登場していたが、『メタファイト』の舞台となる「ソフィア第三惑星」の名を冠する事にストーリー上の意味は特に無かった。
本作のソフィア-IIIは『メタファイト』におけるメタル・アタッカーの設定を車種という形で内包する事で、両者を結びつけて再構成している。更に次回作『ゼロ 2』ではソフィア以外の別型のMAも数機登場し、完結編『ゼロ 3』では全てのMAシリーズの原点でもある『メタファイト』のメタル・アタッカー（オリジナル）が登場する。
ソフィアゼロ
正式名称は「NORA MA-000 SOPHIA-ZERO」。
ソフィア-IIIを含むMAプロジェクトのプロトタイプ機。ストーリー終盤、ケイン達によってジェイソンへと託され、真の最終エリアにおける乗機となる。
スペックは高いが、エネルギー効率が低下し長期運用には不向きと判断され、量産化は断念されている。

## ボス
原作ではボスとは全てトップビューステージで生身のまま戦っていたが、本作は一部のボスはサイドビューステージにて車両に乗って対決する。

過去作で車両に乗って戦うボスがいたのは『ブラスターマスター』のみであり、2Dアクションとしてはシリーズ初の要素となる。

(＊)が付いているボスは原作から引き続き登場したもの。
ドラップ・トラッパーズ
3体1組のミュータント。
3体それぞれ動きが違い、地雷を設置しながら移動し、部屋を出入りする。
クラミートル(＊)
植物に近い巨大ミュータント。
地面から養分を吸収し、小型ミュータントを生成する。
ギザラーバ
酸の中に潜む2体1組のミュータント。
グレネードボムを投げ込むと飛び出してくる。
ギザーラ(＊)
外骨格と、伸縮自在の触手を持つ巨大ミュータント。
体内で生成した酸で居住エリアを侵食している。強化版のネオギザーラは登場しない。
Z-2017(＊)
2種類の弾を発射する、立方体の機械。
部屋にいる動作する個体を全て倒す必要がある。
原作では「Z-88」という名前だったが、本作では発売年に合わせて「Z-2017」になっている。
セントラル・ギア
ミュータントに寄生された、工業エリアを管理していた歯車型の巨大な機械。
2本のシャフトを移動し、レーザーや電磁砲などで攻撃する。
初めてのサイドビューでのボス。
スパークサラマンダー
地下水道エリアに潜む、トカゲのような巨大ミュータント。
電気を纏った体当たりと、長い舌で攻撃する。
ゲロール(＊)
地下水道エリアの最深部に生息するカエルのような巨大ミュータント。フレッドとの関連性は不明。
大ジャンプで振動を起こして瓦礫を落としたり、音波でおびき寄せた虫型ミュータントを捕食する事もある。
今作ではサイドビューステージでの戦闘に変更されている。また、原作に居たファイヤーゲロールは登場しない。
『Blaster Master』ではフレッドが変異した姿で、ジェイソンによって2回倒されるも最終的にはフレッドに戻って共に生還した。
本作ではフレッドとは別の存在であり、英語名も「RIBBIROLL」（リッビロール）となっている。
ガーナハイド
徐々に迫って来る、甲殻魚の巨大ミュータント。
体力を半分にするかプレイヤーが壁際まで追いつめられると、胸鰭を広げて弾を乱射する。
ロブスガータ(＊)
人口海内で暗躍する巨大ミュータント。
逃げ回る動きで獲物を油断させながら、口から発射する泡で行動範囲を奪い、驚異的な速度で視界外から捕らえる。
リモートブラスター
入り組んだ部屋で、敵をロックオンし爆撃する機械。
体力が半分になると床を凍結させる。
コールドパスト
施設内を超低温に保つことで旧時代の兵器群を封印していた機械。
ミュータントに乗っ取られ、立ち入った者に無差別に攻撃を仕掛けるようになっている。
アナザーベノン
ビットを召喚し、アクセルブラストを放つ巨大ミュータント。
スケルベノン(＊)
寄生した惑星を内部から食い荒らして成長する超巨大ミュータントで、上半身が突き出した骨の怪物の姿をしている。
原作ではラストボスの前哨戦として戦ったが今作ではエリア7のボスとなっており、エリア8の体内ステージはスケルベノンの体内とされている。
今作ではサイドビューステージでの戦闘に変更されており、最初はソフィア-IIIに乗っていない状態の生身のジェイソンで戦うことになる。
『メタファイト』ではゴウズが従えるモンスターだが、『Blaster Master』では異生命体ライトニングビーイングのリーダー「Plutonium Boss」（プルトニウム・ボス）であり、今作の英語名は「Skeleton Boss」（スケルトン・ボス）となっている。
初代の海外版ではパッケージを飾っており、本作でも海外で発売された「クラシックエディション」のパッケージに描かれている。
ゴウズ(＊)
表向きのラストボス。
地下世界の奥に潜む最強のミュータント「ミュータントロード」であり、「宇宙の魔王」。
『メタファイト』ではインベム暗黒星団を率いる恐怖の覇王。
『Blaster Master』ではプルトニウム・ボス撃破後に現れる「Master Boss」として登場するも、特に説明は無かった。本作の英語名は「Underworld Lord」（アンダーワールド・ロード）となっている。
『ゼロ 3』では、本作のゴウズは『メタファイト』に登場したものと同質の存在であることが語られる。また、ゴウズの簡易模倣型である「ゴウズR」が登場する。
ベズ・ゴウズ
本作で新たに登場したゴウズの第二形態「超次元の覇王（アルティメット・メタファイト）」。
鎧を脱ぎ捨てて全ての力を解放した形態であり、人を形作った炎のような姿をしている。
ミュータントの強靭な生命力そのものであり、ジェイソンのキーライフルと同様にモードを切り替える事で多彩な攻撃を繰り出す。
クラミートルツインズ
2体同時に襲ってくるクラミートル。
インベムソフィア
真のラストボス。
コア・ミュータントによって寄生され、破壊と殺戮の侵略兵器と化してしまったソフィア-III。
戦闘時に表示される正式名称は「MA-XX 超惑星間万能侵略車両 インベムソフィア」。
ソフィア-IIIの兵装を制限無しで使いこなす。
初戦時はトップビューで生身のジェイソンで戦うことになるが、僅かに体力を減らすことができるだけで、倒すことはできないので逃げるしかない。
サイドビュー戦で、体力を一定まで減らすと動きが止まる為、その隙にイヴを救出してとどめを刺せる。
『ゼロ 2』以降では本個体の情報がミュータント全体に共有され、一部が模倣するが不完全な姿である「ミュータントアタッカー」として登場する。

## ステージ構成
エリア1〜8は『メタファイト』のステージに準拠しつつ再構成されている。エリア9は完全新規ステージで、条件を満たした場合のみ進入可能だが、一度入るとそれ以前のエリアには戻れなくなる。
エリア1 森林エリア
エリア2 居住エリア
エリア3 工業エリア
エリア4 地下水道エリア
エリア5 人工海エリア
エリア6 氷河エリア
エリア7 惑星深部エリア
エリア8 超巨大ミュータント体内
エリア9 超次元

## 開発
開発は2015年頃、サンソフトよりインティ・クリエイツに「メタファイトのリブート版となるゲームを開発したい」と問い合わせがあったことが切っ掛けとなった。しかし当時は『蒼き雷霆 ガンヴォルト 爪』の開発がピークに入っていたため、「検討します」と答えたのみであった。その後、E3 2016開催時にインティ・クリエイツ代表の會津卓也と、サンソフトのプロデューサー、Nintendo of Americaの担当者を交えた打ち合わせにて、正式にインティ・クリエイツが開発・発売元として決定した。
スタッフにはオリジナル版のファンもいたが、若いメンバーは原作を知らずに参加した者も多かった。しかし、インティ・クリエイツの「誰よりもそのタイトルを研究し、新たなNo.1ファンになる」という伝統により、徹底的に調査・分析を行い、一つの大きな「ファンクラブ」のような形でプロジェクトは進められた。
当初はニンテンドー3DS専用として制作が進んでいたが、完成度が約50％程度のところでNintendo Switchが発表されたため、すぐに開発機材を取り寄せてSwitch版への移植を開始。本作はPC版も発売している『蒼き雷霆 ガンヴォルト』のエンジンで動いていた事と、PC用エンジンをSwitch用へ移植した事からSwitch版は短期間で開発が進み、約2ヵ月後には事前版を任天堂に提出できた。

### 世界観・設定
ディレクターの西沢智は「若者がカエルを追いかけて戦闘車両に乗り、地底の冒険に出る」という原作（Blaster Master）のプロットの用い方について当初は良い案を出せずにいたが、シリーズファンの事を考えるとどんなに変と思っても元のストーリーを切り離す訳にはいかなかった。そこで、『メタファイト』の後に『Blaster Master』が発売されていることに着目し、それを踏まえた上で、時系列に沿ったストーリーにすることを思いつき、小説版や『ブラスターマスター』と言った後続作品を参照しつつソフィア、フレッド、イヴなどをどのように登場させるかを考えた。そうすることで『メタファイト』をベースにした完全に独立した物語ではなく、『メタファイト』『Blaster Master』の系譜に連なる物語として、世界中のファンに楽しんでもらえるものを目指した。と、海外のインタビューに答えている。